# Ludovic Lamothe
Ludovic Lamothe   (Port-au-Prince, 12 de maig de 1882 - Port-au-Prince, 4 d'abril de 1953) Va ser un compositor i pianista virtuós haitià. Es considera un dels compositors clàssics més importants d'Haití.

## Vida primerenca
Natural de Port-au-Prince, va néixer en una distingida família literària, i els seus pares eren pianistes. El seu avi, Joseph Lamothe, fou també un instrumentista. Lamothe va tenir les seves primeres lliçons de la seva mare i va estudiar el piano i el clarinet a la "Institució Saint Louis de Gonzague" del seu Port-au-Prince on va exposar habilitats tècniques i compositives excepcionals des de ben jove. El 1910, comerciants alemanys a Haití van reconèixer el seu talent i li van finançar una beca per anar a continuar els seus estudis a París, França. Allà estudiaria sota Louis Diémer al Conservatori de París.
Lamothe va tornar a Haití el 1911, quedant-hi la resta de la seva vida; va ensenyar i va donar recitals privats al piano de casa seva. Va guanyar la reputació de recitar les obres de Frédéric Chopin, el seu compositor preferit, i es va fer conegut com el "Black Chopin", particularment entre els estudiosos de música i els homes de la classe mitjana alta a Haití. En un primer moment, Lamothe va ser convidat a realitzar un esdeveniment al teatre Rex amb el nom de "Un Chopin Noir" per commemorar l'aniversari de la mort de Frédéric Chopin. Lamothe va recitar, entre d'altres, la polonaise de Chopin in A Flat.

## Composicions
Com a compositor, Lamothe va escriure exclusivament per al seu propi instrument, i es va fer conegut especialment per les seves cançons i les seves peces de piano. El repertori de Lamothe incloïa una gamma de méringues, des de les formes més formals orientades a l'elit fins a la memòria dels ordres baixos. No només va estar influenciat per la música clàssica europea tradicional, sinó que es va veure influenciat per tradicions locals, incloent música cerimònica i carnavals haitians "Vodou", i la cultura camperola haitiana i influències que reflectien un patrimoni africà compartit. Un erudit ha descrit el repertori de Lamothe com "de forma predominantment clàssica, però criolla en inspiració". Un altre estudiós musical, Claude Carré de la revista en línia Boutoures ha descrit Lamothe com "representant el moviment nacionalista en la música clàssica haitiana" i sent un figura emblemàtica, un virtuós per a piano i un intèrpret de Chopin, que ens va deixar diverses composicions importants per a piano.
"Lamothe va inspirar influències de la música cerimonial vodou haitiana en les seves composicions. Els estudiosos van considerar que la seva fusió d'estils i influències de classe en la seva música va reduir la polarització de les classes a Haití a principis del segle XXI a Haití i donar-los una identitat compartida única a través d'un espectre musical. Una de les seves notables obres es titula, La Dangereuse, una peça de ritme lent amb dinàmiques suaus i frenades, va ser rebuda amb cordialitat per l'aristocràcia haitiana.
El 1934, Lamothe va guanyar un concurs de l'ajuntament de Port-au-Prince per la seva "memòria de Carnaval", que va titular Nibo. Ben rebut per tots els àmbits de la societat a Haití, Nibo va passar a ser conegut com a himne d'alliberament. Una peça per marcar la retirada de les forces nord-americanes d'Haití a l'agost d'aquell any.

## Vida posterior i post coneixement
Més tard a la vida, Lamothe es va trobar amb greus problemes financers, en gran manera a causa del fet que no havia publicat moltes obres internacionalment, només dues, i fins i tot aquestes es van limitar a Berlín i París, de manera que no generava ingressos suficients per mantenir la vida. El 9 de febrer de 1944, es va veure obligat a vendre la seva casa que havia viscut durant bona part de la seva vida, però la seva condició musical continuada entre l'elit d'Haití va significar que es van recaptar prou diners per a ajudar-lo en la compra d'una nova casa.
Lamothe va passar a ser Cap de Música de la República d'Haití. Va morir a Port-au-Prince el 1953. Tot i que poca part de la seva música va ser publicada fins i tot al seu Haití natal durant la seva vida, després de la seva mort, la seva família va recollir els seus manuscrits i els va imprimir en privat. Una col·lecció de les seves peces va ser publicada a Port-au-Prince el 1955, titulada Simplicement, Musique de Ludovic Lamothe.
El 2001, es va publicar un disc de Lamothe al segell IFA Music Records, publicat el 2001 amb algunes de les seves peces, Ballade in A Minor, Danza No. 1 (La Habanera), Evocation i Danse Espagnole No. 4, interpretada pel pianista llati-caribeny Charles P. Phillips.
El 2006, un llibre titulat "Vodou Nation: Haitian Art Music and Cultural Nationalism dels Chicago Studies in Ethnomusicology" citava nombrosos exemples de composicions de Lamothe per il·lustrar la seva contribució cultural a la música de "Vodou". Citen en particular, La Dangereuse, Nibo, Sous la Tonnelle, Loco i Sobo.